# 奥夫特灵
奥夫特灵是奥地利上奥地利州林茨兰县的一个市镇。总面积13.5平方公里，总人口1847人，人口密度136.8人/平方公里（2005年）。